# Ivo Rudiferia
Ivo Rudiferia (* 1966 in Abtei) ist ein ehemaliger italienischer Snowboarder. 
Rudiferia begann seine Snowboard-Karriere im Jahr 1984, zuvor war er als alpiner Skirennläufer gestartet. In den ersten zehn Jahren seiner Laufbahn war ein zweiter Platz bei einem Master-Series-Weltcup sein größter Erfolg; dort wurde er nur vom Doppelweltmeister Martin Freinademetz geschlagen. Als das Snowboarden immer populärer wurde, begann sich die FIS für die Sportart zu interessieren. Der bis dahin für nordischen und alpinen Skisport zuständige Verband errichtete eine eigene Weltcupserie, die parallel zu den Wettkämpfen des Snowboard-Weltverbands ISF stattfand. Rudiferia, der bis dahin für die ISF gestartet war, wechselte den Verband und startete ab der Saison 1994/95 im FIS-Weltcup. Dort erreichte der 28-Jährige gleich im ersten Winter drei Podiumsplatzierungen und seinen ersten Weltcupsieg – im Februar 1995 in Breckenridge –, wobei er davon profitierte, dass mehrere andere Snowboarder aus der Weltspitze bei der ISF geblieben waren und nicht an FIS-Wettkämpfen teilnahmen.
Die darauffolgende Saison 1995/96 wurde zu Rudiferias erfolgreichster: Eine Woche nach seinem zweiten Weltcupsieg im Januar 1996 gewann er bei der ersten FIS-Snowboard-WM in Lienz den Weltmeistertitel im Parallelslalom. Danach erreichte er bei keinem Weltcup mehr das Podium, verlor seinen Weltmeistertitel 1997 an den US-Amerikaner Mike Jacoby und beendete im April 1997 mit einem Sieg bei einem FIS-Rennen seine Karriere.
Nach seiner Sportlerlaufbahn eröffnete Rudiferia zwei Sportshops in seiner Heimat Alta Badia, unterrichtet dort Snowboarden und ist Verantwortlicher für die Snowboardlehrer in Südtirol.